# ボリビア独立戦争
ボリビア独立戦争（ボリビアどくりつせんそう、スペイン語: Guerra de la Independencia de Bolivia）は、1809年のチュキサカ革命とラパス革命でチュキサカとラパスにフンタが設立されたことで始まった。これらのフンタはすぐに撃破され、チュキサカとラパスも再びスペインの支配下に置かれた。1810年の五月革命でリオ・デ・ラ・プラタ副王がブエノスアイレスから追い出され、代わりにフンタが設立されると、ブエノスアイレスはフアン・ホセ・カステッリ、マヌエル・ベルグラーノ、ホセ・ロンデアウを次々と派遣してチャルカスへの軍事行動を3度も起こしたが、いずれも王党派を前に敗れ去った。戦闘はレプブリケタによるゲリラ作戦に移行し、王党派の足場固めは防がれた。シモン・ボリバルとアントニオ・ホセ・デ・スクレが南米北部で王党派に勝利すると、スクレはトゥムスラの戦いで最後の王党派将軍ペドロ・アントニオ・オラニェタを敗死させ、チャルカスの王党派を徹底的に撃破した。ボリビアは1825年8月6日に独立を宣言した。

## 植民地政府と戦争の背景
チャルカス（現ボリビア）はアルト・ペルーと呼ばれることもある。この地域は16世紀にスペイン帝国の植民地になった。最初はペルー副王領の直接統治におかれたが、実効性のある統治を行うには遠隔地すぎたため、スペイン王フェリペ2世はペルー副王領の下に自治政府のレアル・アウディエンシア・デ・チャルカスを設立した。このアウディエンシア政府はオイドール（聴訴官）とプレシデンテ（長官）で構成され、副王が不在などで決定を下せないときに最終決定権を有する。レアル・アウディエンシア・デ・チャルカスの中心地はチュキサカであり、最初は先住民族の集落として始まったが、独立以降は「スクレ」に改称された。チュキサカは行政の中心地であるのと同時に、チャルカスの文化活動の中心でもあった。チャルカス司教はチュキサカに住み、聖フランシスコ・ハビエル大学もチュキサカで設立された大学である。アウディエンシアが設立されたことはチャルカスにとって名誉なことであった。オイドールはスペインから派遣される者が大半であり、全員に腰をかがめてお辞儀をさせるなど偉そうに振舞った。また住民が必要なものや直面した問題について全くの無知であることが多い。スペイン植民地が南へ拡張するにつれ、レアル・アウディエンシア・デ・チャルカスの支配地域も現ボリビア領だけでなく、アルゼンチン、ウルグアイ、パラグアイ、ひいてはペルーの一部まで及んだ。1776年、レアル・アウディエンシア・デ・チャルカスはブエノスアイレスを中心とするリオ・デ・ラ・プラタ副王領の下におかれ、貿易先の大半がブエノスアイレスに切り替えた。ペルーは巨万の富が埋蔵されているポトシの鉱山を保持しようとしたため、この改革はペルーにとって喜べるものではなかった。その後の数十年間、ペルーとリオ・デ・ラ・プラタはチャルカスと政治的に、そして経済的に結びつけるべく争った。1890年5月25日、チュキサカの住民はボリビア独立戦争の火蓋を切り落とす最初の反乱に参加した。
1784年、スペインはインテンデンシア制を導入、ラパス、コチャバンバ、ポトシ、チュキサカの4インテンデンシアを設立した。この制度では権力が少数のスペイン王直属官僚に与えられた。制度導入の目的は収入を増やすことと、ほかの権力者による権力の乱用を防ぐことであった。その後、インテンデンシア制によりアウディエンシアの権力が制限された。
ボリビア人はクリオーリョ、メスティーソ、先住民族の3種類に分けられた。権力の座についたのは影響力のある半島人であり、彼らはスペイン本国から植民地に向かい、教会や政府の高い役職についたのであった。それ以外のボリビア人の社会地位は全てこのエリート層より下である。クリオーリョはスペイン人の血統を有するラテンアメリカ生まれの人であり、半島人のみが権力の座につけられることに不満を持ち、この不満が独立戦争の起因の1つになった。クリオーリョの下の階層はメスティーソ、すなわちスペイン人と先住民族の混血である。スペイン人と先住民族が混血した理由は、植民地でスペイン人女性が不足したためであった。そして、社会階層の最下層民は先住民族（主にアイマラ語かケチュア語を話す）であり、人数では最多だった。先住民族は政治情勢を知らない者が多かったが、愛国派と王党派の双方に大勢の兵士を提供した。いずれにしても、独立戦争における先住民族の行動は予測が難しく、少し挑発を受けただけで憤激してしまうこともあった。先住民族は一般的には愛国派か王党派かにかかわらず、地域を支配した勢力に味方することが多かった。そして、先住民族の居住する農村部を支配した勢力はレプブリケタである場合が多かった。また、先住民族は兵士として愛国派にも王党派にも味方したが、王党派がスペイン血統のみであったのに対し、愛国派には先住民族の血が流れる者も多かったため、心情的には愛国派のほうを好んだ。先住民族の本当の目的はインカ帝国の復活であった。愛国派も王党派も先住民族の助力に満足したが、先住民族を解放しようと考えた勢力は存在しなかった。
チャルカスの住民にとって、独立は新しい概念ではなかった。独立の概念は独立戦争のはるか前にもたらされており、住民の政体に対する不満はすでに表れ始めていた。ボリビアの全ての社会階層すなわちクリオーリョ、メスティーソ、先住民族が不満を感じた。というのも、いずれもスペインの増税と貿易制限の影響を受けたためであった。先住民族の反乱は1730年にコチャバンバで起きた反乱が始まりであり、それ以降も反乱が相次いだ。どの階層も不満をもったものの、不満の解決策はそれぞれ異なった。例えば、先住民族はスペイン人を全て追い出し、アンデス人の楽園を作り出そうとしたが、クリオーリョは単純にスペインに対しより自由でいたいだけだった。クリオーリョが先住民族を差別したため、クリオーリョと先住民族がスペインに対抗するために手を組むことはなかった。
革命思想の多くはチュキサカの大学から広まったものだった。1780年代初期には大学生がチャルカスで小冊子を配った。この小冊子はスペイン当局に反対するものであり、官僚を「盗賊」とまで呼んだ。独立という概念自体は政治について記述した神学者トマス・アクィナスに由来するものだった。アクィナスは統治者が暴君である場合、人民には反乱を起こして政府に反抗する権利があると記述した。統治者が教皇の下にあるため、人民は国王に反乱することができたが、神に反乱することはできないとした。大学生のうち革命や急進派の指導者になった者はいないが、ハイメ・デ・スダニェス、マヌエル・デ・スダニェス、ベルナルド・デ・モンテアグドの3人が影響力を発揮した。ハイメ・デ・スダニェスはアウディエンシアの官僚であり、アウディエンシアが下す決定を影響したが、彼の行為を反逆的と疑うものはいなかった。その兄弟であるマヌエル・デ・スダニェスも官僚であり、チュキサカ大学でも高位にあった。ベルナルド・デ・モンテアグドは貧しい出自の作家であったが、彼の中傷戦術は大きな影響力を発揮した。3人ともプレシデンテのラモン・ガルシア・レオン・デ・ピサロの追放に賛成した。

## 1809年のフンタ
スペインで半島戦争が勃発すると、イベリア半島はほぼ無政府状態に陥ったが、チャルカスでもスペインの情勢に関する情報がもたらされた。1808年3月17日のアランフエス暴動と5月6日のバイヨンヌの譲位（スペイン王フェルナンド7世が退位してジョゼフ・ボナパルトに譲位した事件）の報せがそれぞれ8月21日と9月17日と1か月内に届いたことで、不安が増大した。続く混乱の中、スペインでフンタが次々と成立、さらにフェルナンド7世の姉でポルトガル王太子妃のカルロッタ・ジョアキナ・デ・ボルボンがブラジル滞在中、米州に対する権利を主張した。
11月11日、セビリアのフンタを代表するホセ・マヌエル・デ・ゴイェネチェがブエノスアイレス滞在ののちチュキサカに到着、チャルサカにセビリアのフンタの権威を認めさせようとした。また、フェルナンド7世の不在時にカルロッタ王女が統治する権利の承認を求める王女の手紙をもっていた。チュキサカ司教ベニート・マリア・モソ・イ・フランコリを後ろ盾としたプレシデンテのラモン・ガルシア・レオン・デ・ピサロは承認に前向きだったが、主に半島人で構成されたアウディエンシアは承認が早急すぎると考えた。古参オイドールとゴイェネチェの間で乱闘があやうくおきるほどだったが、結果的にはオイドールの意見が通った。急進派や革命派は権力がラテンアメリカ人の手に入る上、スペイン本国の難しい時期に「一時的に」スペインから分離できると考え、アウディエンシアの決定を支持した。その後の数週間、ピサロとモソはスペイン帝国の統一を守るにはカルロッタの統治権の承認が最良という結論を出したが、これはチャルカス人とアウディエンシアには不評判である。アウディエンシアは自身の弱みを公的に認めたくなかったが、モソがスペインからの報せを市民に逐一報告したため、ピサロとモソはオイドールの支持を失った。モソとオイドールの間の関係緊張により、チャルカスのカトリック教会はアウディエンシアから遠ざかった。

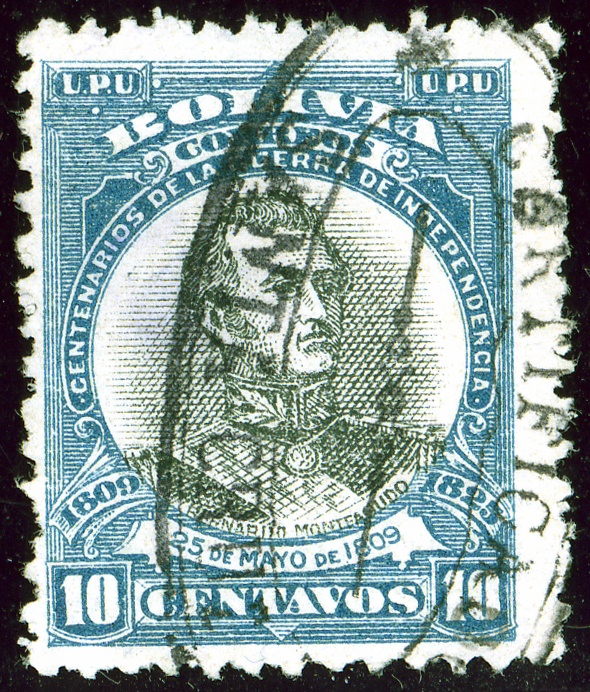
ボリビアの独立100周年記念切手「1809年5月25日」（25 de Mayo de 1809）。

1809年5月26日、アウディエンシアのオイドールはピサロがカルロッタを承認するためにオイドールの逮捕を計画しているという噂を聞きつけた。アウディエンシアは半島とチャルカスの無政府状態が進んだため、チャルカスが（スペイン本国からの委任ではなく）自身で政府を掌握すべきであると結論付けた。アウディエンシアはピサロを解任して政府をフンタに変え、1808年にスペイン各地で成立したフンタと同じくフェルナンド7世の名のもとに統治した。ラパスでも7月16日にクリオーリョが兵舎を襲撃、インテンデンテのタデオ・ダビラとラパス司教を追放した（ラパス革命）。ラパスのフンタはスペイン当局とブエノスアイレス当局との関係をはっきりと断ち切った。ペルー副王ホセ・フェルナンド・デ・アバスカル・イ・ソウサはクスコのアウディエンシアのプレシデンテになったゴイェネチェ率いる兵士5千を派遣して反乱を鎮圧、首謀者たちは絞首刑か終身刑に処された。アウディエンシアは慈悲を乞うたほか、チュキサカ市が軍隊に蹂躙されて廃墟と化さないよう王党派と協議した。反乱は鎮圧されたが、自由への熱望が止むことはなかった。1810年5月にブエノスアイレスでプリメラ・フンタが設立されると、チャルカスはペルー副王領の支配下に置かれ、軍事占領の試みを数回退けた。
半島人が最良の政体、およびスペイン本国からの主張のうち承認するものをめぐって分裂したため、チャルカスの将来にほかの人々が付け入る隙を与えてしまった。クリオーリョはプレシデンテとアウディエンシアの不和をみて喜んだ。スペイン政府によって阻止された権力奪取の好機と見ていたのである。しかし、上流クリオーリョも3グループに分けられていた。1つは半島人の影響を強く受けており、変革を望まなかった。2つ目は独立政府を望んだ。3つ目は急進派であり、独立政府のみならず、さらなる社会改革も望んだ。中流階級のクリオーリョ、そしてメスティーソは情勢の推移に注目したが、指導者に欠いたためこの議論には精力的に参加しなかった。

## レプブリケタ
1810年から1824年まで、独立の思想はチャルカスのバックカントリー（遠隔地）で結成された6つのゲリラ組織によって保存された。これらの組織の支配地域はボリビアの史学史においてレプブリケタ（小共和国）と呼ばれた。レプブリケタはチチカカ湖地域、ミスケ、バリェグランデ、アヨパヤ、チュキサカ近郊、そしてサンタ・クルス・デ・ラ・シエラ近くの南部地域などで活動した。レプブリケタはカウディーリョが率いていた。カウディーリョは自身のカリスマ性や軍事指導力で権力を保持して、半独立国を築いたのであった。その追従者は都市部からの政治亡命者、牛強盗などクリオーリョとメスティーソ社会のはみ出し者であった。クリオーリョとメスティーソが主体のレプブリケタは先住民族と同盟することが多かったが、地域の独立が先住民族の物質的と政治的利害と衝突したため、先住民族が常にレプブリケタに味方したわけではなかった。結果的にはレプブリケタがチャルカスを独立させるほどの規模も組織もなく、王党派との15年間の膠着を維持してブエノスアイレスによる支配の試みをはねのけただけにすぎなかった。これらのレプブリケタの多くは遠隔地すぎて、ほかのレプブリケタの存在すら知らなかったのであった。
レプブリケタの時期、アルゼンチンの急進派は1810年5月25日に独立を勝ち取った。チャルカスがリオ・デ・ラ・プラタ副王領の一部だったため、急進派はチャルカスも解放しようとした。チャルカスの住民は呼応して、王党派への反乱を起こした。1810年から1817年まで、アルゼンチンが軍を3度も派遣した。1回目の派遣軍はフアン・ホセ・カステッリが率いたものであり、彼は勝利したのちアウディエンシアのプレシデンテ、ポトシのインテンデンテ、そして王党派の将軍1人を逮捕した。これら3人は敵側にもかかわらず市民から尊敬されていたため、市民たちは3人の逮捕に抗議した。しかし、カステッリは3人がアルゼンチンに降伏しなかったため3人を処刑、さらにアルゼンチン軍が略奪、ポトシ市民の殺害などの残虐行為に至った。やがてカステッリはチュキサカの侵攻に向かった。カステッリはチャルカス諸都市を王党派の軍勢から解放したが、同時に荒らしまわって都市を破壊し、市民を虐待した。一方で先住民族に自由を与えてその生活水準を引き上げるなどの改革を行った。ペルー副王領との国境に着くと、カステッリは進軍を止めてゴイェネチェと条約を締結したが、それも守らずに拡張を続けた。1811年6月20日にゴイェネチェがカステッリ軍を攻撃すると、カステッリはアルゼンチンまで逃げ帰った。オルロなどの都市がカステッリに報復しようとしたため、カステッリはそれらの都市を迂回しなければならなかった。ゴイェネチェはカステッリの軍勢を追撃せず、代わりに傷者への手当てを行った。この1回目の侵攻の結果はカステッリが撤退して王党派の再来に終わり、2回目と3回目もアルゼンチンの敗北に終わった。
チャルカスの王党派地域はコルテス・デ・カディスへの代表を選出した（当選者はマリアーノ・ロドリゲス・オルメド（Mariano Rodríguez Olmedo）、任期1813年5月4日 - 1814年5月5日）。オルメドを含む代表70名は1814年のマニフェスト・デ・ロス・ペルサス（「ペルシア人の宣言」）に署名して、フェルナンド7世に1812年憲法の廃止を求めた。

## 独立の固定化
一方、一部で「南米のナポレオン」と呼ばれたシモン・ボリバルとホセ・デ・サン＝マルティンはラテンアメリカ各地の解放に注力していた。アルゼンチン出身のサン＝マルティンはすでにチリを解放しており、ペルーに移っていた。彼はラテンアメリカにおけるスペイン統治を完全に終わらせるためにはペルーの王党派を撃破する必要があると考えた。当時、チャルカスがペルー副王領の一部だったため、ペルーの解放はチャルカスにつながる。サン＝マルティンはスペインが制海権を保持している限り、大陸での足場も維持されると考えたため、1819年にチリ軍に従軍したトマス・コクランを指揮官に艦隊を編成した。サン＝マルティンは1821年7月にリマを落とし、そこでペルーの独立を宣言した。その後、サン＝マルティンは残留した王党派の強い抵抗を受けた。彼の軍勢が疫病と脱走により徐々に解体していったため、彼はボリバルに助けを求めるしかなかった。ボリバルとサン＝マルティンは会談したが、解放した国で設立すべき政体について合意できなかった。会談が物別れに終わった後、サン＝マルティンはペルーに戻ったが、ペルーに残っていた者に国家運営の能力がなかったためリマで革命がおこっていた。サン＝マルティンは失望してペルー護国卿から辞任した。ボリバルは南米大陸からスペイン人を追い出すことが自身の務めであると信じてリマに向かった。1823年9月1日にリマに到着すると、彼はすぐに指揮を執った。
1824年9月のアヤクチョの戦いでアントニオ・ホセ・デ・スクレ率いる大コロンビアとペルー軍5,700人が王党派軍勢6,500人を撃破、王党派の指揮官ホセ・デ・ラ・セルナ・エ・イノホーサを捕虜にした。これにより、独立戦争は新たな動力を得た。
しかし、王党派の軍勢はエル・カヤオの要塞とチャルカスにいたペドロ・アントニオ・オラニェタ将軍率いる軍勢が健在であった。エル・カヤオの軍勢は簡単に倒せたが、オラニェタの軍勢はしぶとかった。1824年にはオラニェタがチャルカスをスペイン領に留めるためにブラジルに降伏する計画を立てた、という噂が出回るほどであった。彼はブラジルに軍勢の派遣を要請したが、ブラジルは拒否した。ボリバルとサン＝マルティンはオラニェタにアヤクチョの戦いで助けられたことがあったため、彼と交渉しようとした。一方、ボリバルの部下であるスクレはオラニェタを信じなかったため、講和の計画を尻目にチャルカスの占領を開始した。彼は交渉と武力行使の両面でオラニェタを説得しようとしたのであった。ボリバルはオラニェタが決定を下すのに時間がかかると考え、チャルカスへの旅行を計画した。しかし、オラニェタは奇襲を計画した。スクレはチャルカス住民に従軍を要請、1825年1月にはオラニェタの大部隊が脱走してスクレの軍勢に加わった。3月9日にはオラニェタを除く王党派の将軍全員がスクレの捕虜になった。しかし、オラニェタはそれでも降伏を断り、結局4月13日に兵士の一部が反乱した後の戦闘で致命傷を負った。ここにスペインが南米への支配を放棄した。
スクレはラパスを「アメリカ独立の揺りかご」と呼んだ。その理由は、独立を望む人々がはじめて殺害されたのはラパスであり、最後の王党派軍勢が敗れたのもラパスであったからである。王党派の残党は兵士反乱や脱走で解体した。1825年4月25日、スクレはスペイン支配の中心地であったチュキサカに入城した。チュキサカ市民は喜び、市議会、聖職者、大学生たちは全て集まってスクレを歓迎した。スクレを市中心部まで連れて行くために古代ローマ風のチャリオットまで準備した。
スクレは7月10日にチュキサカで会議を開き、チャルカスの国制を定めようとした。この委員会で討議された選択肢はアルゼンチンとの連合、ペルーとの連合、そして完全独立の3つであった。ボリバルの望みはペルーとの連合であったが、委員会の結論は独立だった。そして、1825年8月6日の独立宣言に委員会の全員が署名した。ボリビアの国名がボリバルを由来とすることに疑義はなかったが、ボリバル由来の国名が選ばれた理由は諸説紛々であった。一部の歴史家はボリバルがペルーとの連合を望んだため、人々がボリバルの反対を恐れて彼をなだめようとしたと主張した。ボリビアは現代でもボリバルの誕生日を祝うという。ボリバルは大統領を5か月間務め、減税を断行したほか、先住民族への援助として土地改革を行った。ボリバルが大コロンビアに戻ると、次期大統領にスクレが就任した。スクレは先住民族に強いられた税金を軽減しようとしたが、それがなければアルゼンチンによるボリビア侵攻を防ぐための大コロンビア軍を維持できなかったため、減税の計画は失敗した。
それ以降、現地のエリート層が議会を支配した。彼らはスクレの努力を支持したが、大コロンビア軍の駐留には怒った。暗殺が試みられた後、スクレは1828年4月に辞任、ベネズエラに戻った。ボリビア議会は次期大統領にラパス出身のアンドレス・デ・サンタ・クルスを選出した。サンタ・クルスは元王党派軍士官であり、1821年以降サン＝マルティンの下、続いてエクアドル戦役でスクレの下で働き、1826年から1827年までペルー大統領を短期間務めた。サンタ・クルスは1829年5月にボリビアに到着、大統領に就任した。